# Boštjan Grabnar
Boštjan Grabnar, slovenski glasbenik, skladatelj, aranžer in glasbeni producent, * 10. marec 1971.
Sodeloval je v skupinah 2B (1992), 4 fun (1994), Gimme5 (1995), kasneje se je priključil skupini Agropop, leta 2001 pa z Gregorjem Sulejmanovičem, Tomažem Ahačičem, Markom Lednikom in Matjažem Vlašičem ustanovil skupino Yuhubanda. Bil je tudi pianist pri oddajah Zoom in Spet doma na RTV Slovenija. Kot producent in aranžer je sodeloval z različnimi slovenskimi glasbenimi izvajalci. Trikrat je kot soavtor sodeloval na Pesmi Evrovizije: 1998 Vili Resnik - »Naj bogovi slišijo«, 2001 Nuša Derenda - »Energy«, 2006 Anžej Dežan - »Plan B« (»Mr. Nobody)«.
Poleg tega je skladatelj filmske glasbe, predvsem glasbe za mladinske filme in nanizanke ter dokumentarne filme (Peta hiša na levi, Anica, Temna stran lune, Andrej Komel-plemeniti Sočebran) ter krajše filme in predstavitvenih spotov. Piše tudi resno glasbo za različne zasedbe, predvsem sakralno.